# Institut industriel du Nord

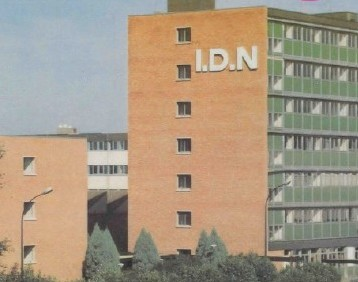
Institut industriel du Nord (I.D.N)

Das Institut industriel du Nord de la France, kurz Institut industriel du Nord oder IDN, war von 1872 bis 1991 das Institut für Ingenieurwissenschaften der École Centrale de Lille.
Das Institut wurde 1872 von Frédéric Kuhlmann und Henri Masquelez gegründet.

„Eine Ausnahme und deshalb erwähnenswert ist allein das 'Institut Industriel du Nord' in Lille, das am ehesten einer Technischen Hochschule gleichkam. Im Jahre 1872 gegründet und von der Stadt und dem Département du Nord unterhalten, bot es Studenten die Möglichkeit, auch angewandte Naturwissenschaften zu studieren.“

„Das Institut industriel in Lille (1872), das von dem Departement du Nord und von der Stadt Lille errichtet und unterhalten wird, bildet Ingenieure, Fabrikleiter, Leiter von Werkstätten heran. Der theoretische und praktische Unterricht zerfällt in drei Sektionen.“

## Geschichte
Die heutige École Centrale de Lille wurde 1854 als École des arts industriels et des mines als eine Technische Hochschule in Lille (Frankreich) mit dem Ziel gegründet, Ingenieure  auszubilden. 1872 wurde die Technische Hochschule in 'Institut industriel du Nord de la France' umbenannt.

## Persönlichkeiten
- Bernard Brunhes, Elektrotechnik Physiker, bekannt für Paläomagnetismus Entdeckung
- Valentin Joseph Boussinesq, Fluiddynamik Physiker, bekannt für Boussinesq-Approximation
- Albert Châtelet, Mathematiker und Politiker, bekannt als Präsidentschaftskandidat gegen Charles de Gaulle
- Cyril Collard, Filmregisseur, bekannt für Wilde Nächte Spielfilm (César Filmpreis 1993)
- Benjamin Corenwinder, Chemiker, bekannt für Phosphorsäure in Pflanzen Entdeckung
- Louis Dollo, Bergbau-Ingenieur und Paläontologe, bekannt für Iguanodon in der Kohlegrube von Bernissart
- Jean Pierre Louis Girardin, Agrikulturchemiker
- Jules Gosselet, Geologe
- Jean Hélion, Maler
- Frédéric Kuhlmann, Chemiker und Industrieller (Pechiney Ugine Kuhlmann Industriekonzern)
- Claude Auguste Lamy, Chemiker, bekannt für Thallium Entdeckung
- Henri Padé, Mathematiker, bekannt für die Padé-Approximation Folgentransformation
- Paul Pascal, Metallurge, bekannt für Pascal´s Konstanten im Diamagnetismus
- Louis Pasteur, Mikrobiologe